# Nedabyle
Nedabyle (j. č., tedy: ta Nedabyle, do Nedabyle, v Nedabyli; něm. Hables) je obec ležící v okrese České Budějovice v Jihočeském kraji, zhruba 6 km jihovýchodně od centra Českých Budějovic. Žije zde 366 obyvatel.

## Historie

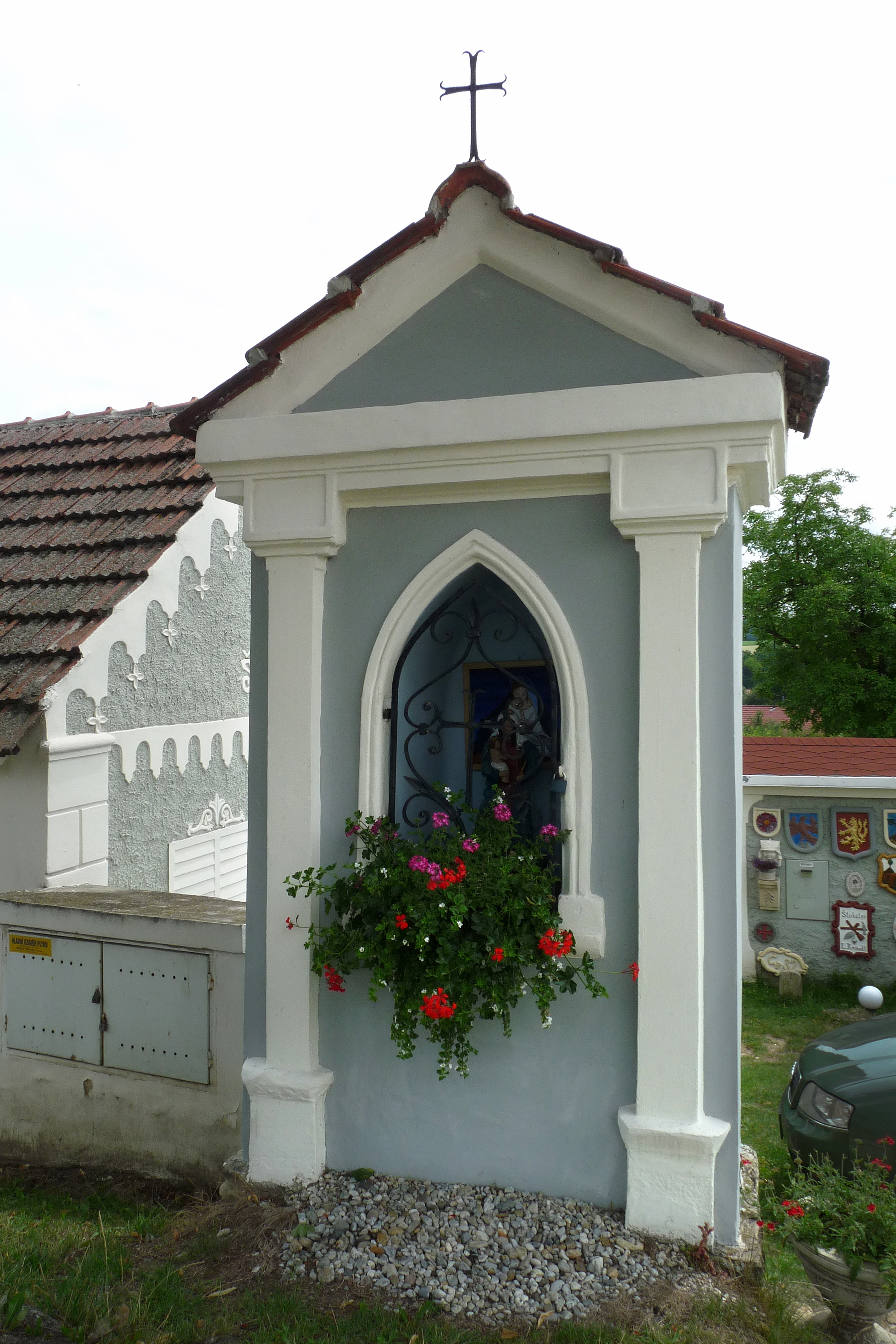
Zrekonstruovaná kaplička u č. p. 32

První písemná zmínka o vsi pochází z roku 1346, kdy Havel Kron z Nedabyle (Nedabil) věnoval nadání kostelu ve Střížově.
V letech 1850 až 1934 tvořila Nedabyle součást obce Doubravice; od té doby podnes je samostatnou obcí vyjma období 1943 až 1945, kdy byla za Protektorátu nakrátko opět nuceně připojena k Doubravici.
V roce 1960 byla k Nedabyli připojena Doubravice, v roce 1964 pak Borovnice a Heřmaň. Všechny se osamostatnily v roce 1990.

## Doprava
Nedabyle leží na silnici II/156 mezi Českými Budějovicemi a Strážkovicemi. Na území obce leží i silnice III/1562 spojující Nedabyli s Doubravicí a III/15523 mezi Vidovem a Borovnicí.
Obcí prochází i železniční trať 199 do Českých Velenic, zastávka zde však není.

## Pamětihodnosti
- Kaplička u č. p. 32
- Lidová architektura (např. č. p. 10, 13, 32, 55)
- Pomník obětem světových válek
- Boží muka u cesty do Vidova